# Blaze (romanzo)
Blaze è un romanzo thriller scritto da Stephen King fra la fine del 1972 e l'inizio del 1973, pubblicato solo nel 2007, con lo pseudonimo Richard Bachman, utilizzato in precedenza per un quintetto di opere pubblicate tra 1977 e 1984 (Ossessione, La lunga marcia, Uscita per l'inferno, L'uomo in fuga e L'occhio del male) e un'unica volta negli anni novanta (I vendicatori).
Nell'introduzione al romanzo, intitolata "Diciamola tutta", datata 30 gennaio 2007, King definisce Blaze il "quinto quarto" dei lavori giovanili pubblicati come Richard Bachman (L'occhio del male è, a detta dell'autore, un libro "di Stephen King", non di Bachman, benché pubblicato con quello pseudonimo) e ne ricostruisce l'origine e il trentennio di oblio, fino alla riscoperta e alla pubblicazione in una versione revisionata, così concludendo: «questo è un vecchio romanzo, ma credo di essermi sbagliato giudicandolo a suo tempo un cattivo romanzo».
I proventi generati dalla pubblicazione del romanzo sono destinati alla Haven Foundation, creata per sostenere gli artisti indipendenti.

## Trama
Clayton Blaisdell Jr., detto Blaze, ha un fisico possente, è alto più di due metri e ha forza erculea, che però non va di pari passo con la sua intelligenza, poco più che quella di un bambino. Dopo un inverno freddo e senza particolari fonti di guadagno se non i piccoli furti, l'uomo pianifica il rapimento di un neonato, così da vivere di rendita per tutta la vita. Il socio con il quale progetta il piano è George, che però non è niente altro che un parto della testa di Blaze, poiché se è vero che George è stato un importante personalità nella vita dell'uomo, al momento non può essere in grado di interagire realmente, perché defunto ormai da tre mesi. Da solo, Blaze riesce comunque a portare a termine il rapimento di Joe, il piccolo erede di una importante dinastia, aiutato da quella che lui crede la presenza invisibile di George. Lungo la narrazione il lettore viene a conoscenza anche della vita passata di Blaze, l'incidente che lo ha reso poco meno che ritardato, la vita in orfanotrofio, il carcere e l'amicizia con George, mentre la polizia lo cerca e la situazione si fa sempre più drammatica. Col proseguire degli eventi la presenza invisibile di George creduta all'inizio come di qualcosa nato solo dalla mente di Blaze cambia visibilmente, rendendolo più presumibilmente ad una presenza sovrannaturale che guida Blaze.

## Genesi dell'opera
All'epoca della prima stesura, l'autore non fu soddisfatto del risultato e non lo propose neppure ad un editore. Dopo aver pubblicato i primi romanzi sotto lo pseudonimo Richard Bachman, provò a riprenderlo in mano ma lo abbandonò dopo poche pagine, confermando il primo giudizio negativo.
Un anno dopo aver pubblicato Colorado Kid (2005) nella collana Hard Case Crime, nata dall'idea di far rivivere i vecchi polizieschi tascabili noir e hard boiled, desiderando contribuire di nuovo a quel progetto editoriale King ripensò per la prima volta dopo anni a Blaze. Malgrado i suoi timori che il dattiloscritto fosse andato perso, questo fu ritrovato da una sua assistente nella Fogler Library dell'Università del Maine, dov'era stato conservato per oltre trent'anni.
La rilettura fugò invece un altro timore, quello di trovarsi di fronte a un'imbarazzante opera giovanile: l'autore rivide il proprio giudizio sul romanzo, che stavolta trovò piuttosto buono, degno di essere pubblicato dopo un'adeguata riscrittura.
Nell'aggiornare la storia, King scelse di lasciare nel vago i riferimenti temporali, perché non sembrasse troppo antiquato, ma non poté eliminare alcuni elementi datati, ma funzionali alla trama. L'ambientazione va quindi considerata «America, non molto tempo fa».

## Riferimenti letterari
Nell'introduzione al romanzo, King scrive che rileggendo lo scritto a distanza di oltre trent'anni gli ricordò il neorealismo con taglio criminale di James M. Cain e Horace McCoy, la trilogia di Young Lonigan e il romanzo Tutto, ma non un cuore di James T. Farrell, oltre ad essere un evidente omaggio a Uomini e topi di John Steinbeck.
Nel riscriverlo, adottò lo stile asciutto e l'andatura sostenuta della miglior narrativa noir, pensando soprattutto a Jim Thompson e Richard Stark.
Ma la citazione d'apertura, che precede l'introduzione, è tratta da un altro autore di genere particolarmente amato da King, John D. MacDonald: «Questi sono i bassifondi del cuore».

## Edizioni
- Stephen King, Blaze, traduzione di Tullio Dobner, Sperling & Kupfer, 2007, ISBN 978-88-200-4383-4.